# Jauhen Jablonski
Jauhen Uladsimirawitsch Jablonski (belarussisch Яўген Уладзіміравіч Яблонскі, * 10. Mai 1995 in Minsk) ist ein belarussischer Fußballspieler. Seit 2013 spielt er für BATE Baryssau in der ersten belarussischen Liga.

## Karriere
Jablonski begann seine Karriere bei BATE Baryssau, für die er im Juni 2014 in der Wyschejschaja Liha debütierte. Sein internationales Debüt gab er im September 2014 in der Champions League.